# Гао Фэн
 Гао Фэн  (кит. 高峰, пиньинь Gāo Fēng; 2 февраля 1982, Ляонин) — китайская дзюдоистка в категории до 48 кг.

## Биография
Принимала участие в летних Олимпийских играх 2004 и завоевала бронзовую медаль в весовой категории до 48 кг.
В 2007 году участвовала в Суперкубке мира в Гамбурге, а в следующем году выиграла Суперкубок мира в Париже и Кубок мира в Будапеште.